# Pelteobagrus fui
Pelteobagrus fui és una espècie de peix de la família dels bàgrids i de l'ordre dels siluriformes que es troba a la Xina.